# ناحیه ترکی کریک، شهرستان باربر، کانزاس
ترکی کریک، شهرستان باربر، کانزاس (به انگلیسی: Turkey Creek Township, Barber County, Kansas) یک منطقهٔ مسکونی در ایالات متحده آمریکا است که در کانزاس واقع شده‌است.

## خصوصیات
ترکی کریک ۱۲۳ کیلومترمربع مساحت و ۳۷ نفر جمعیت دارد و ۵۶۱ متر بالاتر از سطح دریا واقع شده‌است.